# Тодор Пандов
Тодор Йорданов Пандов е български политик от Българската социалистическа партия.

## Биография
Роден е на 22 ноември 1933 г. в плевенското село Пелишат. През 1960 г. завършва специалност „Икономика и организация на селското стопанство“ във Висшия селскостопански институт в София. От 1960 до 1967 г. е главен агроном, а през 1965 и председател на ТКЗС във врачанското село Кунино. От 1966 до 2000 г. членува в БКП, по-късно преименувала се на БСП. Между 1982 и 1989 г. работи в Института по икономика на селското стопанство и е професор и заместник-председател на Селскостопанската академия. Бил е президент на Българската земеделска камара. Тодор Пандов е министър земеделието и хранителната промишленост за няколко месеца през 1990 г. Бил е президент на Земеделската камара. Умира в София на 30 април 2000 г. 

## Трудове
- „Вътрешностопанската сметка в ТКЗС“ (1964)
- „Диференциалната лента в селското стопанство“ (1973)
- „Проблеми на ефективността на селскостопанското производство“ (1973)
- „Цени и ценообразуване на селското стопанство“ (съавтор, 1977)
- „Стопанската сметка – основен метод на ръководството в НАПС“ (1980)